# Carl Gustav von Roedern
Carl Gustav Graf von Reder, Freiherr auf Krappitz und Dobrau (auch Reder, Röder oder Roedern) (* 12. September 1691; † 28. August 1778 in Dobrau) war ein preußischer Minister.

## Leben

### Herkunft und Familie
Carl Gustav war Angehöriger der Grafen Roedern, Freiherren zu Krappitz. Seine Eltern waren Erdmann Graf von Rödern und Charlotte, geborene Gräfin Schulz. Er vermählte sich mit 1714 mit Johanna Eleonore Gräfin von Preysing, Freiin von Stein und Sonnek (1695–1757). Aus der Ehe ging der Sohn Erdmann Carl Gustav von Roedern (1715–1783), preußischer Justizrat, Landrat des Kreises Neustadt O.S. und Erbherr auf Schloss Dobrau und Schloss Hohlstein hervor, welcher mit seiner Gemahlin Friederike Victorie Sophie (1714–1776), geborene Freiin von Schmettau den Stamm fortsetzte.

### Werdegang
Roedern war ab dem 3. September 1745 und bis 1754 Oberpräsident zu Oppeln. Diese Stellung schloss die Oberamtsregierung, das Oberkonsistorium und das Pupillenkollegium ein. Er war Ritter des dänischen Dannebrogorden und des württembergischen St.-Hubertus-Jagdordens. Am 7. August 1746 wurde er zum Wirklichen Geheimen Staatsminister bestellt. Er war damit auch Mitglied der preußischen Regierung. 1755 ersuchte er um seinen Abschied, der ihm gewährt wurde.